# Vĩnh Long (Stadt)
Vĩnh Long ist eine Stadt im Süden von Vietnam. Es ist die Hauptstadt der gleichnamigen Provinz Vĩnh Long. Vĩnh Long wird durch sein Kanalsystem charakterisiert, die meisten Waren werden mit Booten und Lastkähnen transportiert. Vietnamesen, Chinesen und Khmer leben hier zusammen. Die Stadt hat rund 147.039 Einwohner.
Mit Ho-Chi-Minh-Stadt, Cần Thơ, Cà Mau und weiteren Städten ist Vĩnh Long durch die Nationalstraße 1 verbunden. In diese Städte gibt es auch regelmäßige Busverbindungen. Der nächste Flughafen ist Cần Thơ.

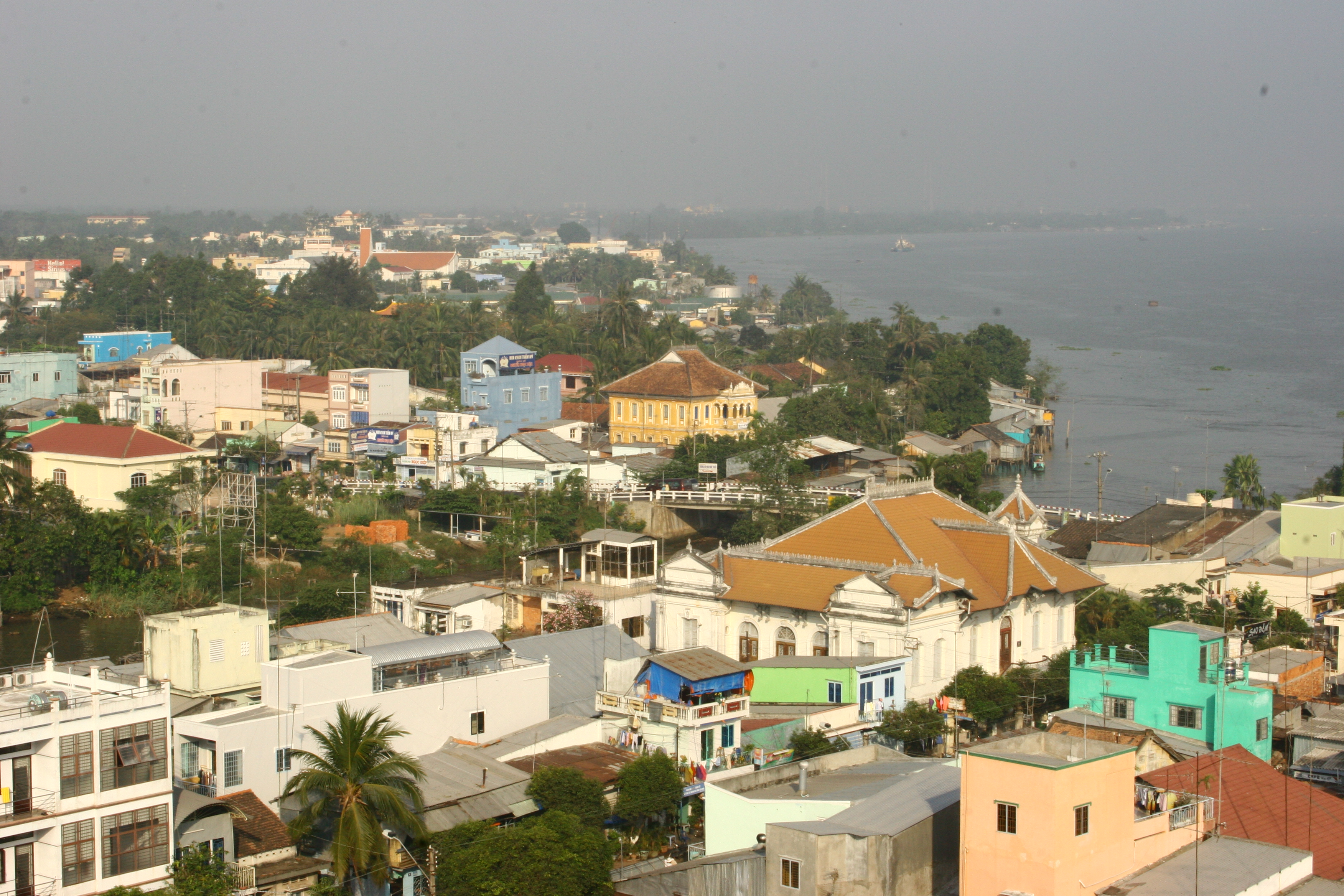
Vĩnh Long